# Without Me
Without Me – singel amerykańskiego rapera Eminema pochodzący z jego płyty The Eminem Show.

## Treść
W tekście piosenki Eminem zgodnie ze swoim zwyczajem krytykuje wiele znanych osobistości – wiceprezydenta USA Dicka Cheneya i jego żonę Lynne, Chrisa Kirkpatricka z nieistniejącej już grupy *NSYNC, zespół Limp Bizkit, muzyka Moby’ego, a także agencję rządową FCC oraz stację muzyczną MTV.
W jednej linijce tekstu Eminem w ostrych słowach wypomina też swojej matce, Debbie Mathers proces sądowy, jaki mu wytoczyła po wydaniu singla My Name Is, w którym raper nie pozostawił na niej suchej nitki.
W klipie wykorzystano kilka motywów z innych piosenek, początkowe linijki tekstu („Two trailer park girls go round the outside”) zostały zaczerpnięte z utworu „Buffalo Gals” autorstwa Malcolma McLarena, a wprowadzenie „Obie Trice, real name, no gimmicks” pochodzi z klipu należącego do wytwórni Shady Records rapera, Obie’go Trice’a.

## Teledysk
W teledysku Eminem i Dr. Dre (parodiując przy okazji Batmana i Robina) przestrzegają dzieci przed kupowaniem płyt rapera z Detroit bez zgody rodziców, ze względu na treści zawarte w niektórych piosenkach. Oprócz tego w wideoklipie występuje wiele innych wydarzeń, m.in. muzyk leży w łóżku z dwiema aktorkami filmów pornograficznych – Jenną Jameson oraz Kianną Dior, ogolony na łyso i jedzący banana ćwiczy jogę, a także przebrany za terrorystę Osamę Bin Ladena tańczy na końcu utworu z członkami grupy D12.
Klip został później wykorzystany w teledyskach innych raperów – „In da Club” 50 Centa, a także w „I Know You Don’t Love Me” Tony’ego Yayo.

## Sukcesy
Without Me jest uznawany za jeden z najlepszych singli w całej muzycznej karierze Eminema, zajmował czołowe lokaty na listach przebojów, m.in. w Wielkiej Brytanii, Niemczech, Danii, Australii i Tajwanie.
Teledysk do piosenki zdobył MTV Video Music Awards, w kategorii Teledysk Roku, Najlepszy Teledysk Męskiego Wykonawcy, Najlepszy Raperski Teledysk, a także Najlepsza Reżyseria Teledysku (otrzymał ją reżyser klipu, Joseph Kahn).